# Altaba
Die Altaba Inc. war eine US-amerikanische Beteiligungsgesellschaft, die unter anderem Anteile an Alibaba und Yahoo! Japan hielt. Als Yahoo (['jaːhuː], deutsche Aussprache: [jaː'huː]) wurde das Internetunternehmen von David Filo und Jerry Yang im Januar 1994 gegründet. 1996 ging Yahoo mit 46 Angestellten an die Börse. 2009 arbeiteten insgesamt rund 13.500 Mitarbeiter für Yahoo.
Das Webportal Yahoo wurde 2016 an die Verizon-Unternehmensgruppe verkauft, wo es 2017 nach Abschluss der Transaktion Teil von Oath (seit 2019 Verizon Media, seit 2021 Yahoo! Inc.) wurde. Im Mai 2021 kaufte das Investmentunternehmen Apollo Global Management Yahoo und AOL von Verizon.
Das Unternehmen Yahoo! Inc. benannte sich im Juni 2017 nach dem Verkauf seines Portalgeschäfts an Verizon in Altaba Inc. um und konzentrierte sich auf seine zwei wichtigsten Beteiligungen an der Alibaba Group und Yahoo! Japan. Im September 2018 verkaufte das Unternehmen seine Anteile an Yahoo! Japan an den japanischen Technologie-Konzern Softbank. Im Juni 2019 beschloss Altaba den Verkauf seiner Alibaba-Anteile und die eigene Auflösung, welche am 4. Oktober 2019 umgesetzt wurde.

## Unternehmensgeschichte

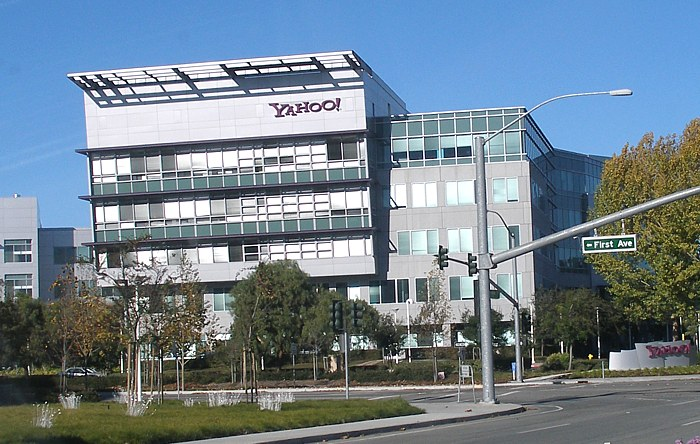
Yahoos Firmenzentrale in Sunnyvale

Im Jahr 1994 arbeiteten die Yahoo-Gründer David Filo und Jerry Yang – zu jener Zeit Doktoranden an der Fakultät für Elektronik an der Universität Stanford – an einer Navigationshilfe für das Internet. Die Liste der im Webkatalog verzeichneten Internetseiten wuchs damals rasant an, worauf die Gründer die Inhalte nach Kategorien ordneten. Daraus entstand eine kommentierte Lesezeichen-Sammlung. Die Webseite startete im Januar unter dem Namen „Jerry and David’s Guide to the World Wide Web“ und wurde 3 Monate später in Yahoo! umbenannt. Bereits im Herbst 1994 griffen 100.000 Nutzer auf dieses Angebot zu. Am 2. März 1995 wurde das Unternehmen Yahoo! Inc. offiziell gegründet und in eine Aktiengesellschaft umgewandelt, 1996 erfolgte der Börsengang. Am 28. Januar 1996 wurde Yahoo Deutschland gegründet, die deutschsprachige Portalseite wurde am 10. Oktober 1996 veröffentlicht. Die Yahoo Deutschland GmbH formierte sich im November 1996 als Joint Venture mit Softbank (Ziff Davis). Später erschloss Yahoo weitere Märkte mit Portalen in Japan, Großbritannien, Frankreich (jeweils 1996), Singapur, Australien, Korea, Dänemark, Norwegen, Schweden (jeweils 1997), Italien, Spanien (jeweils 1998), Volksrepublik China (1999), Argentinien, Indien und Kanada (jeweils 2000).
Yahoo profitierte stark vom Boom des neuen Mediums. Mit steigenden Werbeeinnahmen durch Onlinewerbung stieg der Aktienkurs auf Rekordwerte. Mit dem Zusammenbrechen der Dotcom-Blase sanken 2000/2001 die Werbeeinnahmen massiv. Der neue Chef Terry Semel änderte die Geschäftsstrategie. Bislang bot Yahoo Dienste wie E-Mail-Konten und Terminplaner kostenlos an, um viele Kundenkontakte zu erhalten; je mehr Kundenkontakte, desto teurer verkaufte man dem Kunden Werbebanner. Diese Strategie erforderte, dem User alle Dienste, die er „braucht“, aus einer Hand anzubieten.
Yahoo erweiterte seine Produktpalette und bot nun auch kostenpflichtige Dienste an. Hierzu erwarb Yahoo die Jobbörse HotJobs und im März 2005 die Fotoseite Flickr. Neben einem kleinen Angebot bezahlter Inhalte wurden die meisten Umsätze weiterhin mit Werbung erzeugt.
Bis nach der Jahrtausendwende nutzte Yahoo Datenbestände von Altavista, Inktomi und danach von Google für die eigene Suchmaschine. Im Februar 2004 wurden die Verträge mit Google gekündigt. Bis zu einer im Februar 2009 mit Microsoft vereinbarten Suchallianz nutzte Yahoo eigene Suchalgorithmen und Indizes. Um gegenüber Google Boden gutzumachen, wurden am 7. Oktober 2003 mit Overture Services (später: Yahoo Search Marketing) ein Spezialist für Online-Suche und -Marketing und am 19. März 2003 der Suchmaschinenbetreiber Inktomi übernommen.
2005 stieg Yahoo mit einer Milliarde US-Dollar für einen 40 % Anteil beim chinesischen Online-Portalbetreiber Alibaba.com ein. Im Jahre 2012 verringerte Yahoo seinen Anteil an Alibaba auf 20 %.
Am 30. April 2007 übernahm Yahoo den Werbespezialisten Right Media für circa 680 Millionen US-Dollar. Kurz darauf folgende Fusionsgespräche zwischen Microsoft und Yahoo wurden erfolglos beendet. Trotzdem gab Microsoft am 1. Februar 2008 bekannt, Yahoo für 44 Milliarden US-Dollar übernehmen zu wollen. Ein Angebot wurde den Aktionären vorgelegt. Yahoo wies das Angebot erneut zurück und forderte pro Aktie rund neun US-Dollar mehr. Am 4. Mai 2008 zog Microsoft das Angebot endgültig zurück. Am 18. Juni 2007 trat Yahoo-Chef Terry Semel zurück. Mitgründer Jerry Yang übernahm dessen Position. Ende 2007 erwarb Yahoo das global agierende Online-Werbenetzwerk BlueLithium für knapp 300 Millionen US-Dollar.
Am 18. November 2008 trat Jerry Yang als CEO von Yahoo zurück. Am 14. Januar 2009 übernahm die Software-Managerin Carol Bartz das Amt.
Im Juli 2009 schloss Yahoo eine Allianz mit Microsoft im Bereich Websuche. Microsoft vereinte die eigenen und die Suchtechnologien von Yahoo. Im Februar 2010 ging Yahoo eine Partnerschaft mit dem sozialen Netzwerk Twitter ein.
Im August 2009 folgte der Erwerb einer Internet-Gemeinschaft im arabischen Raum, Maktoob.com.
Seit dem 8. Juni 2010 fand die Integration von Facebook-Inhalten statt. Wer sowohl Yahoo als auch Facebook nutzte, konnte seine Konten somit verbinden.
Am 6. September 2011 trennte sich Yahoo von seinem Chief Executive Officer (CEO) Carol Bartz und ernannte Finanzvorstand Timothy Morse zum CEO ad interim. Morse wurde am 9. Januar 2012 durch Scott Thompson als permanenter CEO abgelöst. Anfang 2012 legte Mitbegründer Yang seinen Sitz im Verwaltungsrat nieder und zog sich aus dem Unternehmen zurück.
Am 13. Mai 2012 trat Scott Thompson als CEO ab; er hatte in seinem Lebenslauf einen akademischen Titel angegeben, den er nie erworben hatte. Interimistischer Nachfolger wurde der bisherige Leiter des globalen Mediengeschäfts, Ross Levinsohn. Zur gleichen Zeit trat der Chairman of the Board Roy Bostock zurück, um den Führungswechsel für den neuen Vorstand zu beschleunigen. Er wurde durch Fred Amoroso ersetzt. Seit dem 16. Juli 2012 ist Marissa Mayer, eine ehemalige Vizepräsidentin von Google, Vorstandsvorsitzende von Yahoo.
Im Juni 2013 übernahm Yahoo die Blog-Plattform Tumblr – als Kaufpreis nannte Yahoo „rund 990 Millionen US-Dollar“. Das Startup sollte eigenständig bleiben; Gründer David Karp blieb Chef. Am 17. Oktober 2013 erklärte Yahoo gegenüber der Washington Post, dass HTTPS ab dem 8. Januar 2014 als standardmäßiges Verschlüsselungsprotokoll verwendet werden solle.
Anfang 2014 stellte Mayer Pläne vor, wie Yahoo künftig mit Onlineinhalten Geld verdienen wolle. Schwerpunkt seien digitale Magazine auf Smartphones und Tablets, die ersten beiden Sparten werden Food und Technology sein. Beide sollen sich an normale Nutzer richten, nicht an Experten, und würden sich in Themenwahl und Sprache daran anpassen. Anzeigen würden nicht als Banner, sondern im Fluss der redaktionellen Beiträge stehen, aber als Werbung erkennbar. Auch sollten die Anzeigenerlöse bei tumblr ab 2014 wachsen.
Seit dem 21. März 2014 konzentriert Yahoo die Dienste, die bislang von europäischen Niederlassungen, wie z. B. der Yahoo Deutschland GmbH, erbracht wurden, in Irland.
2014 gab Yahoo bekannt, für die Videoplattform Yahoo Screen digitale Serien zu produzieren, die durch Werbung finanziert werden sollen. Neben zwei Comedyserien von Paul Feig und Mike Tollin sollte 2015 die sechste Staffel von Community veröffentlicht werden, die zuvor ihre Heimat bei NBC hatte.
Am 5. Januar 2016 bestätigte Yahoo die Abschaltung seiner Videoplattform Yahoo Screen.
Ende 2015 beschloss Yahoo, sich auf Druck einiger Großaktionäre aufzuspalten. Die Beteiligung an der chinesischen Handelsplattform Alibaba behielt man, während der Rest in eine neue Gesellschaft überführt wurde, um sie zu verkaufen. Wenn nur noch als Mantelgesellschaft ohne operatives Geschäft das Anlagevermögen verwaltet werde, erlaube dies eine steuerfreie Realisation der Alibaba-Gewinne.
Im Juli 2016 wurde die Übernahme durch Verizon bekannt. Yahoo sollte mit der Internet-Tochter AOL zusammengelegt werden, um mit Google und Facebook auf dem Gebiet der Online-Werbung konkurrieren zu können. Dafür zahlte Verizon 4,8 Mrd. Euro. Am 13. Juni 2017 wurden Yahoo! und AOL von Verizon offiziell zu der Dachmarke Oath fusioniert. Die Beteiligungen an Alibaba.com und Yahoo! Japan behielt man. Nach Abschluss des Verkaufs an Verizon benannte sich das verbleibende Unternehmen in Altaba um.

## Namensherkunft

Altes Logo (bis 2013)

Logo bis 2019

Laut der englischen und deutschen Unternehmenswebsite ist der Name des Internetportals Yahoo zwar auch ein Akronym für Yet Another Hierarchical Officious Oracle, wurde aber von den beiden Firmengründern aufgrund der Bedeutung des englischen Adjektivs yahoo „rude, unsophisticated, uncouth“ („ungezogen, unverfälscht, ungehobelt“) – ursprünglich abgeleitet von den primitiven menschenähnlichen Yahoos in Jonathan Swifts Erzählung Gullivers Reisen – gewählt. Das Akronym ist also passend zum Begriff erfunden worden, dementsprechend ein Backronym und falsches Akronym. Andere Quellen verweisen für die Herkunft des Namens hingegen unmittelbar auf Swifts Roman.

## Finanzdaten
| Jahr | Umsatz | Nettogewinn bzw. -verlust |
| ---- | ------ | ------------------------- |
| 1996 | 19,6   | −4,2                      |
| 1997 | 70,3   | −25,4                     |
| 1998 | 218,2  | 11,1                      |
| 1999 | 557,5  | 60,8                      |
| 2000 | 1005   | 101,8                     |
| 2001 | 717,4  | −92,8                     |
| 2002 | 953,1  | 42,9                      |
| 2003 | 1472   | 237,82                    |
| 2004 | 3574   | 839,3                     |
| 2005 | 5256   | 1333,4                    |
| 2006 | 6425   | 750,9                     |
| 2007 | 6969   | 660                       |
| 2008 | 7209   | 424                       |
| 2009 | 6460   | 598                       |
| 2010 | 6325   | 1232                      |
| 2011 | 4984   | 1049                      |
| 2012 | 4987   | 3945                      |
| 2013 | 4682   | 1366                      |
| 2014 | 14989  | 7522                      |
| 2015 | 4968   | −4359                     |
| 2016 | 5176   | −214                      |

- Der Kurs lag am 14. März 2017 bei 43,57 €.
- Ende 2015 waren 939,1 Millionen Aktien von Yahoo in den Händen von 8.846 Anteilseignern[45]
- Die Marktkapitalisierung lag Ende 2015 bei 29,1 Milliarden Euro.[45]
- Microsoft bot Anfang 2008 31 US-Dollar je Aktie, doch Yahoo lehnte ab.[46]
- Die Yahoo-Aktie lag 1997 bei 0,86 Euro, den Höchstwert erreichte sie Anfang 2000 mit 119,55 Euro.[47]

## Angebote
Weltweit nutzten 2012 mehr als 700 Millionen Menschen Yahoo. Zu den Produkten und Services gehören beispielsweise in Deutschland unter anderem die Yahoo Startseite, Yahoo Suche, Yahoo Mail, Yahoo Nachrichten, Yahoo Finanzen und Flickr. Im englischen Sprachraum gibt es seit dem 8. Dezember 1997 Yahoo Sports, das aktuelle News aus zahlreichen Sportarten, Ligen und Wettbewerben bietet.
Yahoo bietet mit Yahoo Mail seit Jahren ein eigenes Freemail-Angebot mit unlimitiertem Speicherplatz an und gehörte 2012 mit etwa 300 Millionen Nutzern, davon knapp sechs Millionen in Deutschland, zu den Marktführern bei den Freemail-Anbietern. Ein eigener Instant Messenger namens Yahoo Messenger existierte von 1998 bis 2018.
Einige Dienste von Yahoo treten unter eigenen Markennamen auf, so etwa:
- AlltheWeb (eingestellt am 4. April 2011)
- AltaVista (eingestellt im Juli 2013)
- Delicious (Mitte 2011 veräußert und 2019 eingestellt)
- Flickr (wurde im April 2018 von Yahoo an SmugMug[50] verkauft.[51])
- MyBlogLog (am 24. Mai 2011 eingestellt und von Yahoo Pulse abgelöst)
- Tumblr (wurde im August 2019 an Automattic Inc., den Betreiber der Bloggerplattform WordPress.com, verkauft.)
- Upcoming

## Kritik
Im März 2002 unterschrieben mehr als 300 Unternehmen, darunter auch Yahoo, eine „Öffentliche Erklärung zur Selbstdisziplin“ des chinesischen Staates. Darin verpflichten sich die unterzeichnenden Unternehmen, „keine gefährlichen Informationen zu produzieren, zu veröffentlichen oder zu verbreiten, die die staatliche Sicherheit oder die soziale Stabilität gefährden könnten“. Yahoo unterschrieb kritiklos und ohne Suche nach einem Kompromiss und kennzeichnet (im Unterschied zu beispielsweise Google) zensierte Ergebnisse nicht.
Weiterhin scheint das Unternehmen Daten über seine Nutzer an die chinesischen Behörden zu geben. Zwei inhaftierte chinesische Journalisten hatten eine Klage gegen Yahoo angestrengt, weil sie die Ursache für Gefangennahme und anschließende Folterung in der Informationsweitergabe durch Yahoo sahen. Die Klage wurde inzwischen durch einen Vergleich beigelegt. Im Falle des zu 10 Jahren Haft verurteilten Journalisten Shi Tao wurde bekannt, dass Yahoo die zur Ergreifung nötigen Informationen den chinesischen Behörden ausgeliefert hatte. Das Committee to Protect Journalists und Reporter ohne Grenzen zeigten sich entrüstet.
Reporter ohne Grenzen kritisierte Yahoo 2006 scharf für seine mutmaßliche Rolle bei der Verhaftung von vier chinesischen Dissidenten.
Die britische Journalistengewerkschaft NUJ hat am 2. Juni 2006 ihre 40.000 Mitglieder aufgefordert, Yahoo zu boykottieren. Grund für die Aktion der National Union of Journalists, die auch Mitglieder in Irland hat, ist laut NUJ die Kooperation des Konzerns bei Zensurmaßnahmen Chinas im Internet.
Im Juni 2007 gab es eine erneute Klage der Weltorganisation für Menschenrechte, Yahoo hätte der chinesischen Regierung bei der Identifizierung von regimekritischen Bürgerrechtlern geholfen.
Im Oktober 2009 berichtet der Blog ZDNet Government, dass Yahoo während der Proteste im Iran Daten von 200.000 Yahoo-Nutzern der Regierung zur Verfügung gestellt haben soll. Diese Falschmeldung wurde umgehend richtiggestellt.
Im April 2011 wurde bekannt, dass Yahoo bei seiner Suchmaschine Daten 18 Monate lang aufbewahren wolle.
Im November 2011 berichtete die Dortmunder Agentur Gestaltmanufaktur, dass Yahoo mit seinen Geschäftsbedingungen für Privatkunden möglicherweise gegen geltendes deutsches Recht verstoße. Die Voraussetzungen für eine Abmahnung seien aus Sicht des Bundesverbandes der Verbraucherzentralen gegeben, wird Referentin Carola Elbrecht zitiert. Stein des Anstoßes sei eine Klausel, wonach die Nutzer bestimmter Yahoo-Dienste dafür „verantwortlich“ sein sollen, ihre Kommunikationspartner darüber „zu informieren“, dass das Unternehmen den kompletten Datenaustausch unter anderem zu Werbezwecken auswertet. Die für Yahoo zuständige Datenschutzaufsicht beleuchtete den Fall.
Am 12. Juli 2012 wurde bekannt, dass es Crackern gelungen war, Hunderttausende von Benutzernamen mit ihren Kennwörtern zu ermitteln, da die entsprechende Datenbank weder hinreichend gesichert noch hinreichend verschlüsselt gewesen war. Die Zugangsdaten wurden im Internet veröffentlicht.
Eine weitere Datenpanne wurde am 22. September 2016 bekanntgegeben, bei der Ende 2014 mindestens 500 Millionen Yahoo-Benutzerdaten entwendet wurden. Neben Namen, E-Mail-Adressen, Telefonnummern, Geburtstagen und mit dem sicheren Algorithmus bcrypt gehashte Passwörtern umfassen die gestohlenen Daten auch die unverschlüsselten Sicherheitsfragen und deren Antworten. Yahoo geht davon aus, dass hinter dem Diebstahl „staatlich geförderte Akteure“ stehen.
Am 14. Dezember 2016 räumte Yahoo ein, dass etwa eine Milliarde Benutzerdaten „von Dritten“ im August 2013 gestohlen wurden. Die Daten umfassen erneut Namen, E-Mail-Adressen, Telefonnummern, Geburtstage, mit dem unsicheren MD5-Algorithmus gehashte Passwörter sowie teilweise auch unverschlüsselte Sicherheitsfragen und deren Antworten. Nach Yahoo-Angaben stehe dieser Diebstahl allerdings in keinem Zusammenhang mit dem im September bekanntgegebenen Vorfall.
Ende 2016 wurde bekannt, dass Yahoo seit Mai 2015 – also 2 Jahre nach den Snowden-Enthüllungen (siehe unten) –, eine Software (Hintertür) entwickelt hat, mit der US-amerikanische Geheimdienste die Mails in Echtzeit nach Stichwörtern durchsuchen können. Dies sei in Reaktion auf eine FBI-Anordnung geschehen und nicht im Transparenzbericht des Unternehmens verzeichnet gewesen. Als die eigene nicht-eingeweihte Sicherheitsabteilung das Programm entdeckte, gingen sie zunächst davon aus, dass es sich um einen Einbruch in die Mailsysteme handelte. Nachdem Chefin Marissa Mayer den Sicherheitschef Alex Stamos in das Projekt eingeweiht hatte, kündigte dieser und wechselte zu Facebook. Die Software hatte außerdem Sicherheitslücken, sodass nicht nur autorisierte Personen (also US-Geheimdienste) auf die Daten zugreifen konnten, sondern auch potentielle Angreifer. Später wurde bekannt, dass in dem Projekt nicht nur E-Mails, sondern das gesamte Yahoo-Netzwerk mithilfe eines Linux-Kernel-Moduls durchsucht wurden.
2017 gab Yahoo das Ausmaß einer neuen Angriffsmethode auf Basis des Hacks 2014 bekannt. Angreifer sollen durch Fälschung der Nutzercookies zunächst den Hack 2014 durchgeführt haben und danach in den Jahren 2015 und 2016 auf 32 Millionen Nutzerkonten, auch ohne Kenntnis des Passworts, zugegriffen haben. Mutmaßungen von Yahoo zufolge sollen diese Angriffe von derselben staatlichen Einrichtung durchgeführt worden sein, die auch den Angriff im Jahr 2014 durchgeführt hatte.
Das Bekanntwerden der Hacks führte vielfach zu Sammelklagen gegen Yahoo und der Verminderung des Kaufpreises in den Verhandlungen mit AOL.
Im November 2017 wird Yahoo in den Veröffentlichungen der Paradise Papers aufgelistet.

## Yahoo und der Datenabhörskandal der NSA 2013

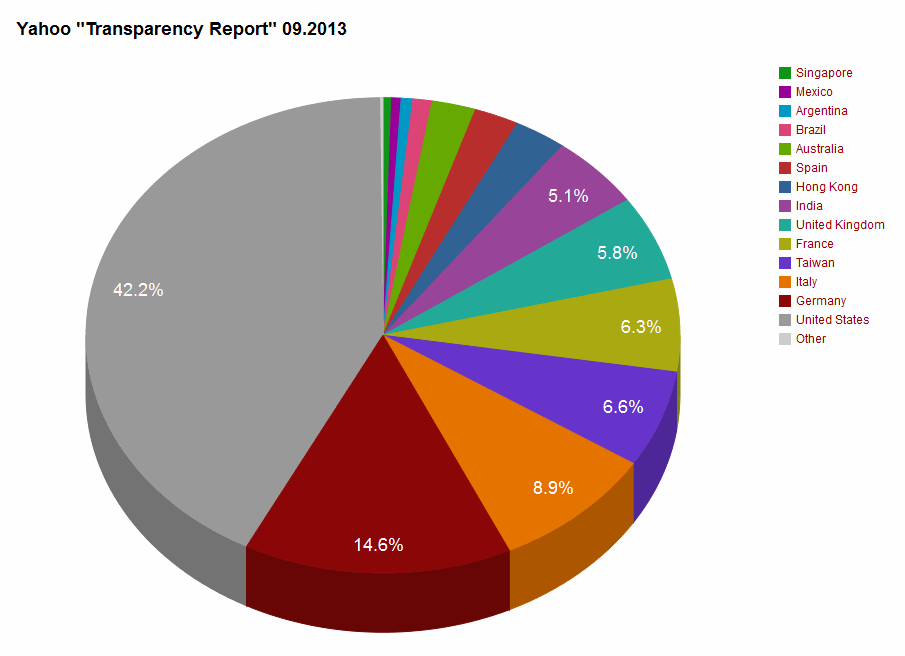
Yahoo „Transparency Report“ 2013

Im Sommer 2013 wurde durch den Whistleblower Edward Snowden bekannt, dass die National Security Agency (NSA) an E-Mail-Provider herangetreten war, um im großen Stil Kommunikationsdaten der Kunden anzufordern. Yahoo hat, wie andere Anbieter, im Nachlauf der Debatte über diesen Datenschutzskandal Transparenzberichte veröffentlicht. In der nebenstehenden Grafik ist diese Statistik zu sehen: Die US-Behörden holten im ersten Halbjahr 2013 die meisten Daten von Yahoo-Kunden in den USA ein (12.444 Anfragen), gefolgt von Deutschland (4.295) und von Italien, Taiwan, Frankreich und Großbritannien.
Weitere Dokumente belegen, dass der britische Geheimdienst GCHQ im Zuge des Programms „Optic Nerve“ die Yahoo-Videochats über Jahre hinweg überwacht hat.